# Paulo Herôncio de Melo
Paulo Herôncio de Melo (Natal, 3 de Janeiro de 1901 - Currais Novos, 1 de Setembro de 1963) foi um importante sacerdote e benfeitor, com sua principal atuação na cidade de Currais Novos.
Nasceu na cidade de Natal, na Rua Voluntário da Pátria. Era filho de Hermógenes Herôncio de Melo e Maria das Mercês Herôncio de Melo, oriundos da tradicional família Emerenciano China.

## Batismo e Infância
Foi batizado na Igreja Matriz de Nossa Senhora da Apresentação , Catedral Antiga de Natal, no dia 27 de Janeiro de 1901, pelo sacerdote Padre João Maria C. de Brito, Vigário de Natal naquela época. Seus pais, católicos fervorosos, tiveram grande influência em sua formação religiosa e, também, como cidadão. Órfão de pai aos 8 anos de idade e sendo o primogênito da família, teve que assumir as responsabilidade que a vida lhe impuseram muito cedo. Isto, naturalmente, foi decisivo para o fortalecimento e a retidão do seu caráter, contribuindo para transpor os obstáculos que se lhe apresentavam, impelindo-o a desenvolver ações em benefício da humanidade, nas áreas religiosa, educativa e social. Os fatos de sua vida se dividem principalmente em dois períodos: o primeiro, vai do seu nascimento até sua ida a Currais Novos e o segundo compreende todas as suas ações na referida cidade.

## Do seminário à ordenação
Sentindo grande tendência para a vida sacerdotal, ingressou no Primeiro Seminário de Natal, fundado em 1912, por Dom Joaquim de Almeida, extinto pela renúncia do mesmo ao Bispado.

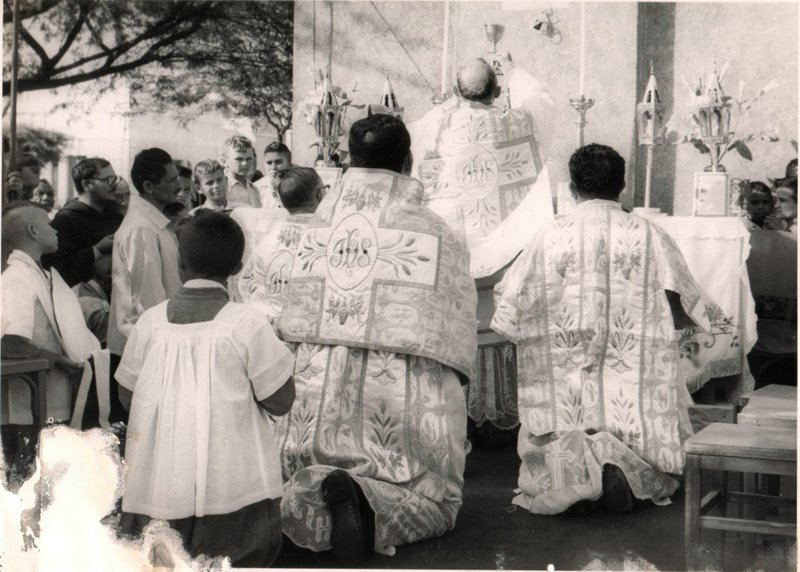
O celebrante desta Missa foi o Monsenhor Paulo, que está no centro, elevando o cálice.

Aos 13 anos de idade, matriculou-se no Seminário de São Pedro, fundado por Dom Antônio dos Santos Cabral, em 1919, onde realizou o Curso Preparatório. Em seguida, fez os Cursos de Filosofia e Teologia em Fortaleza e Natal. Ficando aguardando completar a idade requerida para ordenar-se Padre, sendo, na época, Professor de História Natural, no próprio seminário. Recebeu a tonsura em 1919. Ainda neste ano foram-lhe conferidas as primeiras ordens menores, e as segundas em 1920. Estas ordens e a tonsura foram oficiadas pelo Bispo Diocesano, Dom Antônio dos Santos Cabral, na Igreja Matriz Nossa Senhora da Apresentação (Catedral Metropolitana Antiga).
Recebeu o Diaconato em 29 de Junho de 1923. Em seguida, a 9 de março de 1924, foi ungido Sacerdote, pela mão do mesmo Dom José Pereira Alves. Sua primeira missa foi celebrada na Catedral Antiga de Natal a 12 de março do mês ano.

## Atividades no Estado
Após sua ordenação, o Padre Paulo Herôncio ganhou grande destaque por suas qualidades.
Tornou-se vice-diretor do Colégio Santo Antônio.
Em primeiro de abril de 1924, foi nomeado Vigário Coadjuvante de Mossoró-RN, passando a Vigário de 1925 a 1926, tendo auxiliado na direção do Ginásio Santa Luzia. Em seguida, foi transferido para a Paróquia de Macau RN, acumulando aí as funções de Vigário e Prefeito, de 1930 a 1933.
No ano de 1930, dirigiu, interinamente "O Diário de Natal", jornal católico que precedeu "A Ordem".
Ainda em 1930 foi nomeado reitor do seminário São Pedro, em Natal.
De 1933 a 1937 exerceu o Vicariato em São José de Mibibu RN, tendo realizado aí, em 1936, o Primeiro Congresso Eucarístico do Rio Grande do Norte. Foi, por causa do sucesso obtido, agraciado com o Título Honorífico de Cônego do Cabido da Catedral de Aracaju.

## Atividades em Currais Novos
Seus primeiros contatos com a cidade de Currais Novos ocorreram em dois momentos:
- Em 1922, como Seminarista, pregou em Currais Novos pela primeira vez, no sermão da última noite do novenário da Festa de Sant’Ana, Padroeira da cidade, sendo o Vigário de então o Padre Antônio Brilhante de Alencar.
- Em 1929, quando percorria o Estado em campanha financeira em benefício do jornal católico "A Ordem", fez uma conferência, sendo recebido pelo Padre Ulisses Maranhão, Vigário da época. Na ocasião foram feitos contatos com Vivaldo Pereira de Araújo e Aproniano Pereira de Araújo, que se tornariam seu principais amigos durante todo o seu pastoreio na cidade.
Foi enviado a Currais Novos em 3 de Julho de 1937 por Dom Marculino Dantas, então Bispo de Natal, tomando posse no dia seguinte.

### O 1º Congresso Eucarístico Paroquial de Currais Novos
Logo que chegou à cidade, realizou prontamente o Primeiro Congresso Eucarístico Paroquial de Currais Novos, ocorrido entre 27 e 31 de Outubro de 1937. Mais uma vez, mostrou sua capacidade de organização e impressionou os currais-novenses da época. Em comemoração ao evento, foi fundado um Monumento em honra ao Cristo Rei, localizado até hoje na praça de mesmo nome.
A estátua foi comprada na França e colocada sobre um pedestal de cimento. Trata-se de uma doação do casal Manoel Salustino e Ananília Regina, pais do grande Desembargador Tomaz Salustino Gomes de Melo, figura de grande importância para a história de Currais Novos.

#### Hino do 1º Congresso Eucarístico de Currais Novos

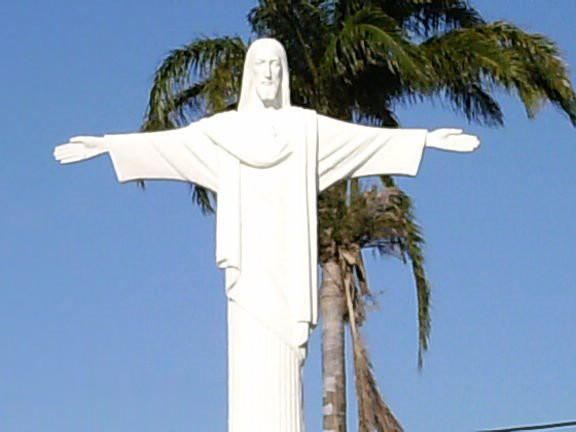
Monumento dedicado Cristo Rei, erigido em homenagem ao Congresso.

Letra: Monsenhor Paulo Herôncio de Melo
Música: Monsenhor Amâncio Ramalho
Rei Eterno, ó Deus Humanado,
Suplicamos aos Céus com fervor:
Que nos venha o Teu Reino sagrado,
O Reinado da paz e do amor!
Glória a Ti, ó Mistério querido,
Ó Milagre sublime de amor!
Glória a Ti, ó Jesus escondido,
Cristo Rei e dos povos, Senhor!
Ó Jesus, na Santa Eucaristia,
O Brasil, que é Teu, vem salvar!
Nossa Pátria querida que, um dia,
Ao nascer, te ergueu um altar!
Com a Tua presença ilumina
A noss’alma, a escola e o lar.
No quartel, no campo, na oficina,
Vem, com Tua Doutrina, reinar!

### Obras sociais e religiosas
Organizava com esmero as Festas da Padroeira, contribuindo grandemente com melhorias na estrutura da própria sede paroquial e na vida de toda a comunidade. Sabe-se que toda a renda que a Paróquia recebia era revertida em favor das diversas obras socias mantidas sob sua organização.
Em 1938, iniciou a construção da Casa de Nossa Senhora (atual Escola Municipal Nossa Senhora), destinada principalmente às crianças de menor condição social. Inaugurada em 28 de fevereiro de 1943 tinha como finalidade a reeducação de menores, a assistência religiosa, intelectual e profissional às crianças pobres, tendo como anexo o Centro Regional de Escoteiros, oriundo da casa de Nossa Senhora, que existe até hoje.
Em 1943, com ajuda da LBA, foi colocada a pedra fundamental da Vila de São Vicente, casa destinada a atender os pobres, com o Ambulatório Padre João Maria (semente do atual Hospital Regional de Currais Novos) e a Casa de São João, refeitório da Escola de Nossa Senhora. Foi criada nas dependências do já Hospital Padre João Maria a secção da Maternidade Ananília Regina (única do município até hoje com o nome Hospital Padre João Maria e Maternidade Ananilia Regina). Em 15 de agosto de 1948 a Maternidade passou a funcionar em prédio próprio, dia em que recebeu a primeira criança ali nascida.
No início do ano de 1944, iniciou a construção do Instituto Jesus Menino (atual Educandário Jesus Menino, estabelecimento particular), Educandário de Nível Secundário. Após algum tempo, frente às dificuldades de administração, a chefia do Ginásio passou às mãos das Irmãs do Amor Divino, que atendendo ao convite do então Cônego Paulo Herôncio de Melo, aqui se instalaram na época.
Em 1959, edificou o Santuário de Nossa Senhora de Fátima, nele instalando, a 13 de maio, o Centro Social Nossa Senhora de Fátima, no bairro "Paizinho Maria". Foi a semente do desenvolvimento e crescimento do referido bairro.
No ano de 1950, visitou Roma, juntamente com sua irmã Neném Herôncio, e assistiu à canonização de Santa Maria Goretti. Inspirado nos valores de vida desta santa, erigiu a Capela de Santa Maria Goretti, primeiro templo da América Latina dedicado a esta Virgem e mártir. No mesmo ano fundou a Escola-Creche de Santa Maria Goretti, com clubes de Mães e de jovens, em prédio anexo, que existe até hoje.

### Congresso Eucarístico-Mariano de Currais Novos
Para as comemorações do Jubileu de Prata da chegada de seu grande benfeitor, em 4 de julho de 1962 a Paróquia de Currais Novos organizou o Congresso Eucarístico Mariano no período de 24 a 28 de outubro de 1962, uma promoção do já Monsenhor Paulo Herôncio de Melo.

#### Hino do Congresso Eucarístico-Mariano de 1962
Letra: Mons. Paulo Herôncio de Melo
Música: Monsenhor Amêncio Ramalho
Quis o Filho de Deus descer à Terra
E pelos homens se sacrificar
Num mistério que tanto amor encerra
Maria foi o seu primeiro altar
De joelhos protsados, adorando,
A Jesus na Divina Eucaristia
Currais Novos aos céus preces mandando
Também canta as glórias de Maria.
Mediando o Presépio e o Calvário,
Jesus está, na Ceia, a se ofertar
Ao Pai, em holocausto, e no Sacrário,
Na Missa em comunhão a Se nos dar.
Unidos a maria, nós queremos
Do Cristo a Realeza proclamar
Com tod'alma a Jesus afirmaremos:
Em nossos corações hás de reinar!

### Obras escritas
Publicou, em 1937, seu livro "Os Holandeses no Rio Grande de Norte", que tinha como finalidade celebrar o tri-centenário em memória ao heróico martírio do Padre André de Soveral, Padre Ferro, Matias Moreira e demais cristãos, sacrificados em Uruaçu e Cunhaú
Além desse livro, publicou, em 1939, "Seguindo o Mestre", livro de meditação de cunho religioso.
Deixou muitos escritos, ainda inéditos.

## Falecimento

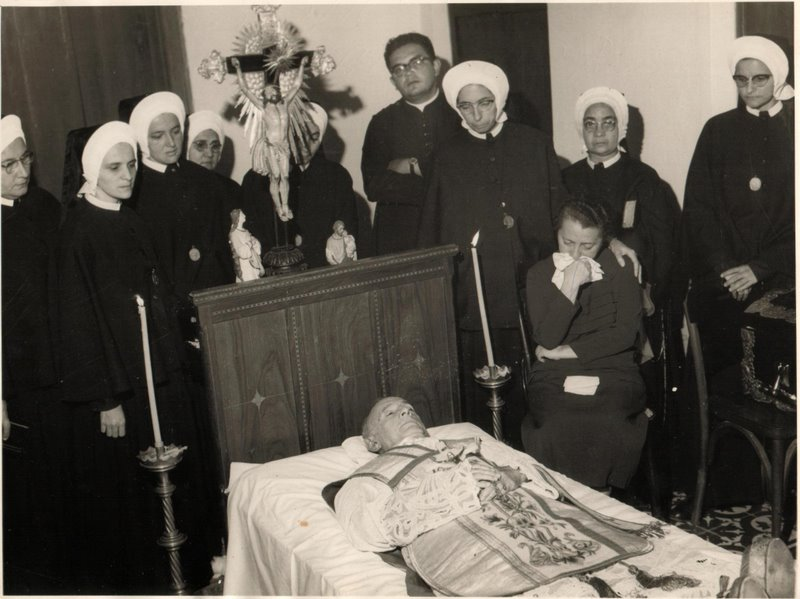
Velório de Monsenhor Paulo. Sentada ao lado do corpo, vê-se sua irmã, Nenén Herôncio.

O Monsenhor Paulo Herôncio de Melo foi Vigário de Currais Novos durante longos e proveitosos 26 anos. Faleceu em 1 de setembro de 1963 e foi sepultado no dia seguinte aos pés do altar de Sant’ana, padroeira da nossa cidade. Ao falecer, completara 62 anos de idade e 39 de ordenação sacerdotal.

## Títulos e Honrarias
- Título Honorífero de Prelado Doméstico e Protonotário Apostólico;
- Título de Cônego Honorário do Cabido da Catedral de Aracaju;
- Título Honorífero de Monsenhor Camareiro de Honra;
- Presidente do Tiro de Guerra 315;
- Fundador da União dos Moços Católicos, em Macau;
- Presidente da Cooperativa Banco Rural de Currais Novos Ltda., em agosto de 1953;
- Primeiro Presidente da LBA e orientador de sua instalação, em Currais Novos, cargo exercido desde 1953, até sua morte;
- Sócio do Instituto Histórico e Geográfico do RN;
- Sócio da Academia Potiguar de Letras;
- Diretor (intinerante) do jornal "O Diário de Natal" e de "A Ordem", ambos jornais inicialmente católicos.